# NGC 3466
NGC 3466 је спирална галаксија у сазвежђу Лав која се налази на NGC листи објеката дубоког неба.
Деклинација објекта је + 9° 45' 15" а ректасцензија 10h 56m 15,4s. Привидна величина (магнитуда) објекта NGC 3466 износи 13,8 а фотографска магнитуда 14,6. NGC 3466 је још познат и под ознакама UGC 6042, MCG 2-28-28, CGCG 66-65, PGC 32872.